# Trigonostoma rugosum
Trigonostoma rugosum är en snäckart som först beskrevs av Jean-Baptiste Lamarck 1822.  Trigonostoma rugosum ingår i släktet Trigonostoma och familjen Cancellariidae. Inga underarter finns listade i Catalogue of Life.